# Deep Exceed
Deep Exceed è il primo album del gruppo musicale power metal giapponese Aldious. Il disco è stato pubblicato il 13 ottobre del 2010 dalla BrightStar.
È stata prodotta anche una edizione speciale con un bonus DVD contenente il video del brano Luft e una performance live di Ultimate Melodious. Il brano Premixed Flame è presente invece solo nell'edizione regolare.

## Tracce
1. Luft -Opening- – 0:49
2. Luft – 5:37
3. 夜蝶 – 4:01
4. Bind – 4:40
5. 紫苑 – 5:19
6. Dual Personality – 3:44
7. Across – 4:43
8. Ultimate Melodious (album version) – 4:51
9. Eversince (Metal version) – 3:53
10. Premixed Flame – 3:38
11. Deep – 4:18